# Senonches
Senonches és un municipi francès, situat al departament de l'Eure i Loir i a la regió de Centre – Vall del Loira. L'any 2007 tenia 3.262 habitants.

## Demografia

### Població
El 2007 la població de fet de Senonches era de 3.262 persones. Hi havia 1.392 famílies, de les quals 499 eren unipersonals (231 homes vivint sols i 268 dones vivint soles), 428 parelles sense fills, 351 parelles amb fills i 114 famílies monoparentals amb fills.
La població ha evolucionat segons el següent gràfic:
Habitants censats

### Habitatges
El 2007 hi havia 1.698 habitatges, 1.411 eren l'habitatge principal de la família, 191 eren segones residències i 96 estaven desocupats. 1.401 eren cases i 287 eren apartaments. Dels 1.411 habitatges principals, 900 estaven ocupats pels seus propietaris, 479 estaven llogats i ocupats pels llogaters i 32 estaven cedits a títol gratuït; 12 tenien una cambra, 129 en tenien dues, 353 en tenien tres, 472 en tenien quatre i 445 en tenien cinc o més. 971 habitatges disposaven pel capbaix d'una plaça de pàrquing. A 795 habitatges hi havia un automòbil i a 373 n'hi havia dos o més.

### Piràmide de població
La piràmide de població per edats i sexe el 2009 era:
| Homes | Edats   | Dones |
| ----- | ------- | ----- |
| 4     | 95 o +  | 24    |
| 4     | 90 a 94 | 32    |
| 40    | 85 a 89 | 76    |
| 36    | 80 a 84 | 60    |
| 96    | 75 a 79 | 132   |
| 108   | 70 a 74 | 104   |
| 112   | 65 a 69 | 100   |
| 72    | 60 a 64 | 88    |
| 84    | 55 a 59 | 92    |
| 108   | 50 a 54 | 92    |
| 88    | 45 a 49 | 96    |
| 116   | 40 a 44 | 116   |
| 84    | 35 a 39 | 100   |
| 84    | 30 a 34 | 104   |
| 76    | 25 a 29 | 64    |
| 48    | 20 a 24 | 48    |
| 92    | 15 a 19 | 92    |
| 108   | 10 a 14 | 72    |
| 48    | 5 a 9   | 108   |
| 52    | 0 a 4   | 52    |

## Economia
El 2007 la població en edat de treballar era de 1.820 persones, 1.191 eren actives i 629 eren inactives. De les 1.191 persones actives 1.020 estaven ocupades (556 homes i 464 dones) i 171 estaven aturades (93 homes i 78 dones). De les 629 persones inactives 207 estaven jubilades, 137 estaven estudiant i 285 estaven classificades com a «altres inactius».

### Ingressos
El 2009 a Senonches hi havia 1.416 unitats fiscals que integraven 3.080,5 persones, la mediana anual d'ingressos fiscals per persona era de 17.009 €.

### Activitats econòmiques
Dels 181 establiments que hi havia el 2007, 1 era d'una empresa extractiva, 4 d'empreses alimentàries, 6 d'empreses de fabricació de material elèctric, 15 d'empreses de fabricació d'altres productes industrials, 16 d'empreses de construcció, 42 d'empreses de comerç i reparació d'automòbils, 9 d'empreses de transport, 13 d'empreses d'hostatgeria i restauració, 6 d'empreses d'informació i comunicació, 8 d'empreses financeres, 14 d'empreses immobiliàries, 14 d'empreses de serveis, 17 d'entitats de l'administració pública i 16 d'empreses classificades com a «altres activitats de serveis».
Dels 46 establiments de servei als particulars que hi havia el 2009, 1 era una oficina d'administració d'Hisenda pública, 1 gendarmeria, 1 oficina de correu, 4 oficines bancàries, 1 funerària, 7 tallers de reparació d'automòbils i de material agrícola, 1 taller d'inspecció tècnica de vehicles, 1 autoescola, 2 paletes, 2 guixaires pintors, 3 fusteries, 4 lampisteries, 2 electricistes, 4 perruqueries, 2 veterinaris, 6 restaurants, 2 agències immobiliàries, 1 tintoreria i 1 saló de bellesa.
Dels 18 establiments comercials que hi havia el 2009, 1 era un hipermercat, 1 un supermercat, 1 una gran superfície de material de bricolatge, 1 una botiga de més de 120 m², 3 fleques, 2 carnisseries, 1 una peixateria, 1 una llibreria, 2 botigues d'electrodomèstics, 2 botigues de material esportiu, 1 una botiga de material de revestiment de parets i terra i 2 floristeries.
L'any 2000 a Senonches hi havia 19 explotacions agrícoles que ocupaven un total de 1.144 hectàrees.

## Equipaments sanitaris i escolars
El 2009 hi havia 2 farmàcies i 2 ambulàncies.
El 2009 hi havia 1 escola maternal i 2 escoles elementals. Senonches disposava d'un col·legi d'educació secundària amb 255 alumnes.

## Poblacions properes
El següent diagrama mostra les poblacions més properes.